# Immunomarquage
 (novembre 2017).
Si vous disposez d'ouvrages ou d'articles de référence ou si vous connaissez des sites web de qualité traitant du thème abordé ici, merci de compléter l'article en donnant les références utiles à sa vérifiabilité et en les liant à la section « Notes et références ».

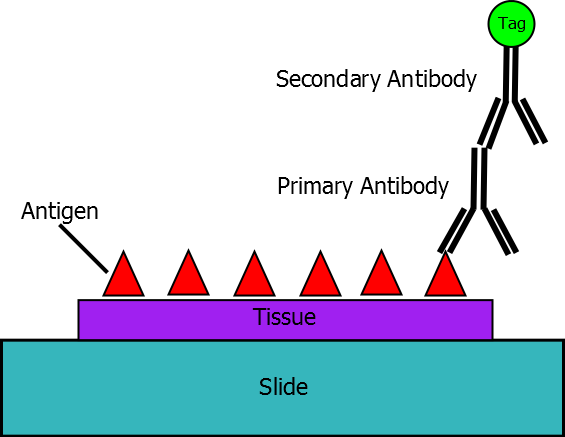
Schéma décrivant la technique d'immunomarquage (antibody = anticorps)

L'immunomarquage est une technique de biologie cellulaire où une protéine exprimée par une cellule est détectée et localisée par un anticorps de synthèse. L'anticorps est marqué de manière à être visible en lumière naturelle en microscopie optique, ou en immunofluorescence.
Si l'immunomarquage sert à révéler une information sur une cellule ou ses structures, on parle d'immunocytochimie. L'immunomarquage de structure plus grande (tissus, organes) est appelé immunohistochimie. L'immunomarquage est notamment utilisé en anatomie pathologique, en complément de l'analyse morphologique des tissus, afin d'identifier les différents types de tumeurs. L'immunophénotypage est l'identification des populations cellulaires par la technique d'immunomarquage.
Le marquage peut se faire avec un composé fluorescent (immunofluorescence), des microparticules d'or (immunogold), une enzyme qui produit un composé coloré, etc.

## Méthode directe et indirecte
Dans la méthode directe, l’antigène est reconnu directement par un anticorps primaire marqué.
Dans la méthode indirecte, l’antigène est d’abord reconnu par un anticorps primaire non-marqué, puis ce dernier est à son tour reconnu par un anticorps secondaire marqué issu d’une autre espèce. Cette méthode permet une amplification du signal.